# Oldřich Nejedlý
Oldřich Nejedlý (Praga, 26 dicembre 1909 – Žebrák, 11 giugno 1990) è stato un calciatore cecoslovacco, di ruolo centrocampista o attaccante. Con la nazionale cecoslovacca è stato vicecampione del mondo nel 1934.
Intorno alla metà degli anni 30 del XX secolo era ritenuto tra i giocatori più forti della propria nazionale.

## Caratteristiche tecniche
Era un'ala sinistra.

## Carriera

### Club
La carriera di Nejedly è legata allo Sparta Praga con cui debuttò nel 1931, disputando 187 partite andando a segno 161 volte. Vinse diversi titoli nazionali ed una Mitropa Cup con i granata. Vinse la classifica marcatori nel Mondiale 1934, con 5 gol.

### Nazionale
Fece parte della Nazionale di calcio della Cecoslovacchia negli anni trenta, partecipando ai Mondiali del 1934 e del 1938.
Nel 1934 divenne capocannoniere del campionato con 5 reti e gli venne assegnata la Scarpa d'oro, mentre nel 1938 segnò due gol, il che lo rende il miglior marcatore nella storia della Cecoslovacchia ai Mondiali con 7 reti in 6 presenze.

## Palmarès

### Club

#### Competizioni nazionali
- Campionato cecoslovacco: 4

Sparta Praga: 1931-1932, 1935-1936, 1937-1938, 1938-1939

#### Competizioni internazionali
- Coppa dell'Europa Centrale: 1

Sparta Praga: 1935

### Individuale
- Capocannoniere del campionato mondiale di calcio: 1

Italia 1934 (5 gol)